# Ramiro Sánchez de Navarra

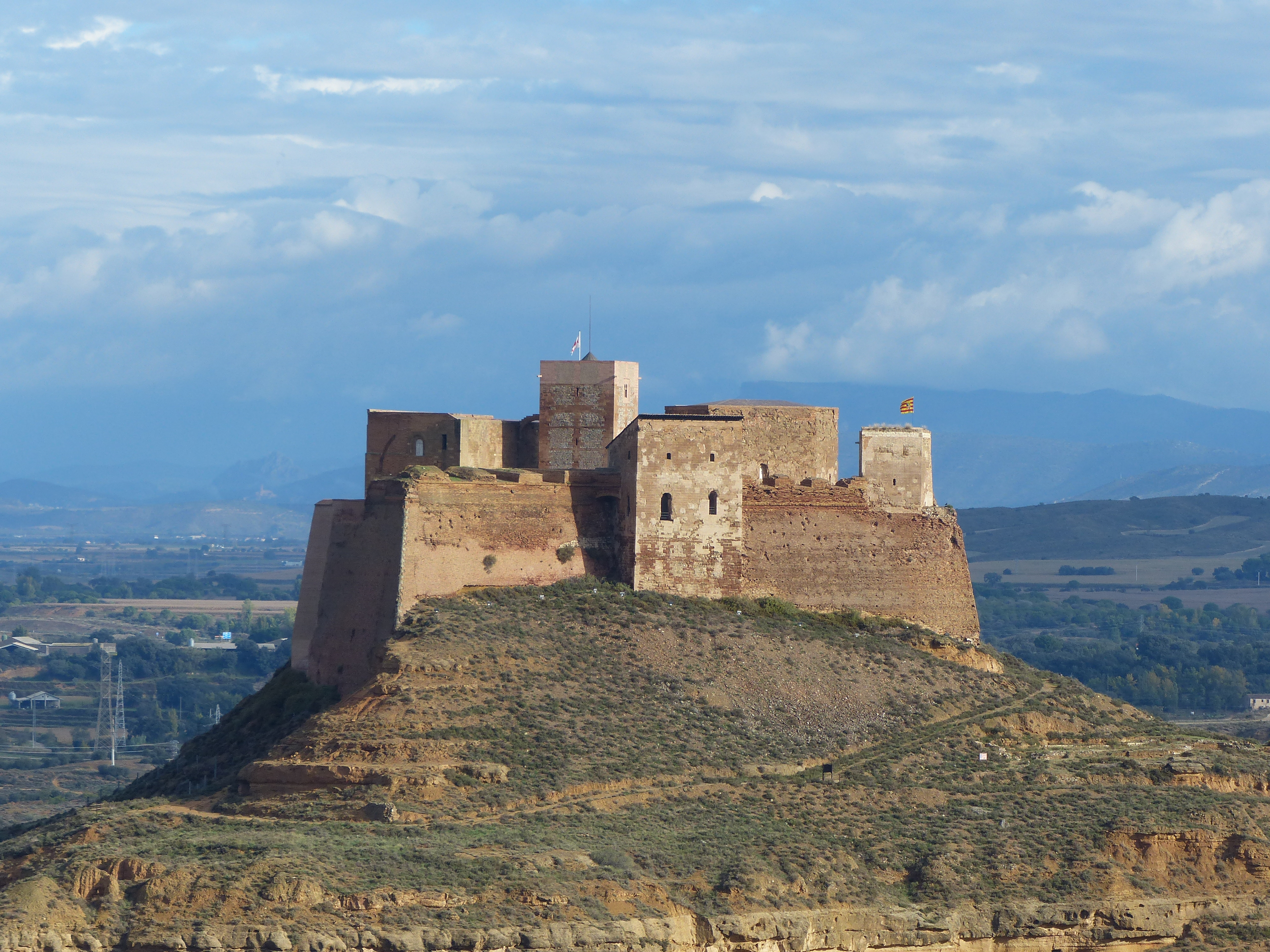
Castillo de Monzon

Ramiro Sánchez de Navarra (* 1070; † 1116) war Herr von Monzón.
Sein Vater war Sancho Garcés de Navarra, der wiederum illegitimer Sohn des Königs García Sánchez III. von Navarra war. Ramiro war verheiratet mit Cristina Rodríguez, einer Tochter von Rodrigo Díaz de Vivar, genannt El Cid. Ramiro war Teilnehmer des Ersten Kreuzzuges und nahm an der Eroberung Jerusalems im Jahre 1099 teil. Zur Erinnerung ließ er in seiner Heimat Navarra durch sein Testament von 1113 den Bau der Kapelle Santa María de La Piscina verfügen, die 1137 eingeweiht wurde.

## Nachkommen
- García IV. Ramírez († 1150), 1134 König von Navarra.
- Alfonso Ramirez († 1164), Herr von Castroviejo.
- Elvira Ramírez († um 1163), ⚭ I) 1115 Ladron d'Alava, ⚭ II) 1137 Rodrigo de Manzanedo.
- Sancho Ramírez „de la Piscina“, Herr von Peñacerrada, Arellano und Puelles.